# Hyundai Motor Company

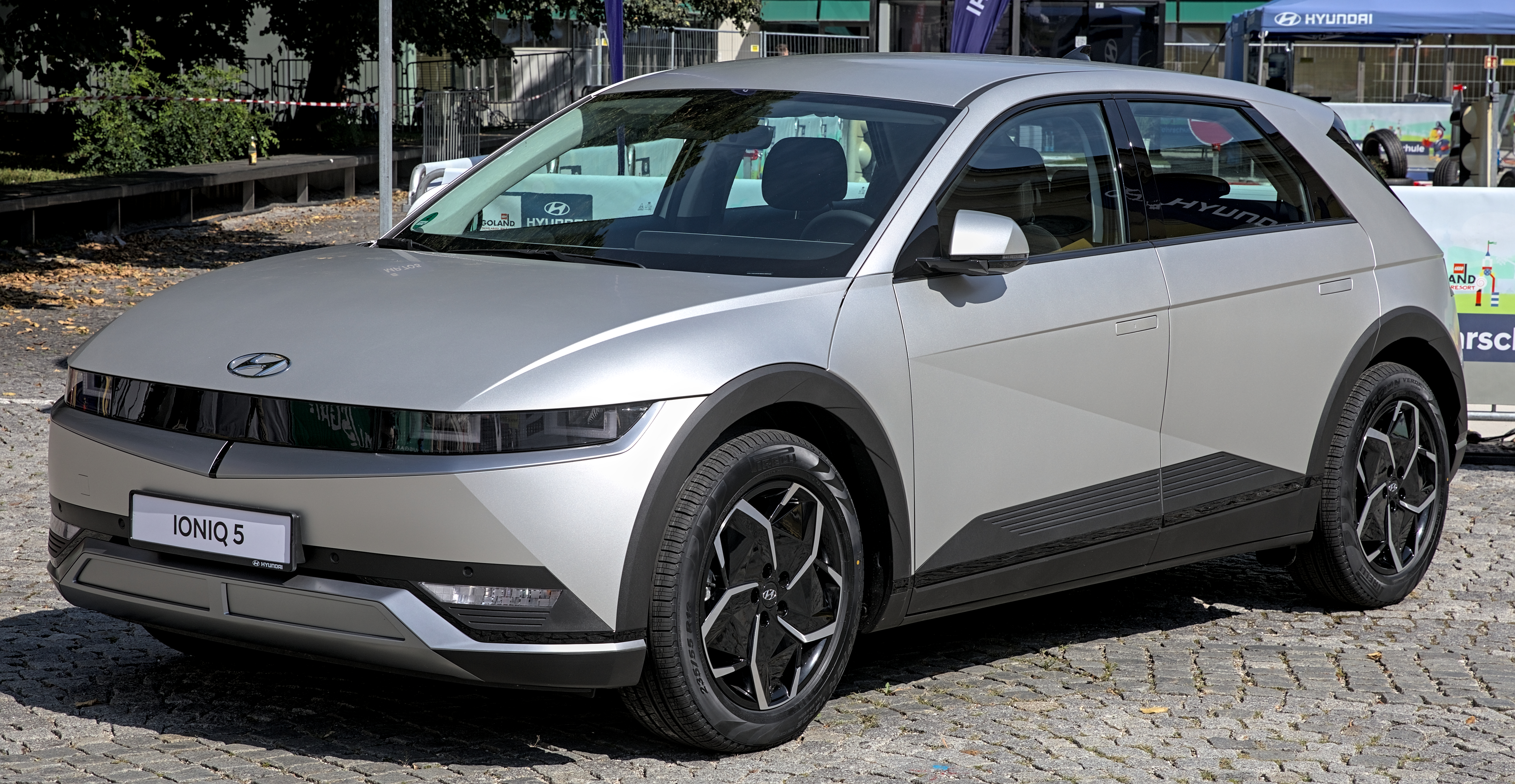
Az elektromos meghajtású Hyundai Ioniq 5

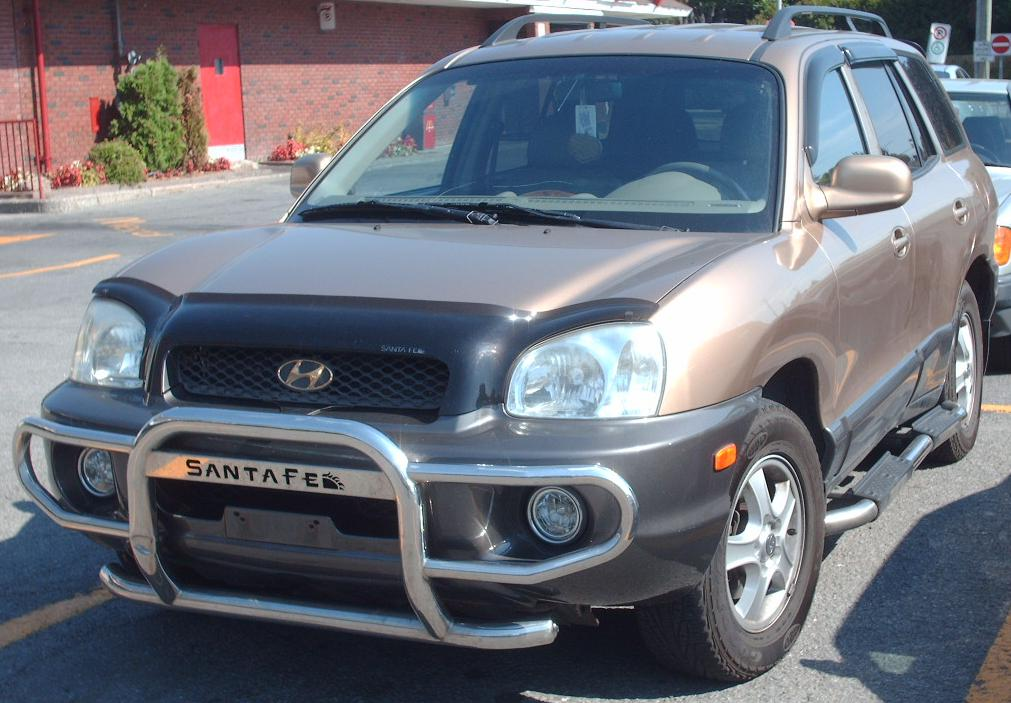
Hyundai Santa Fe

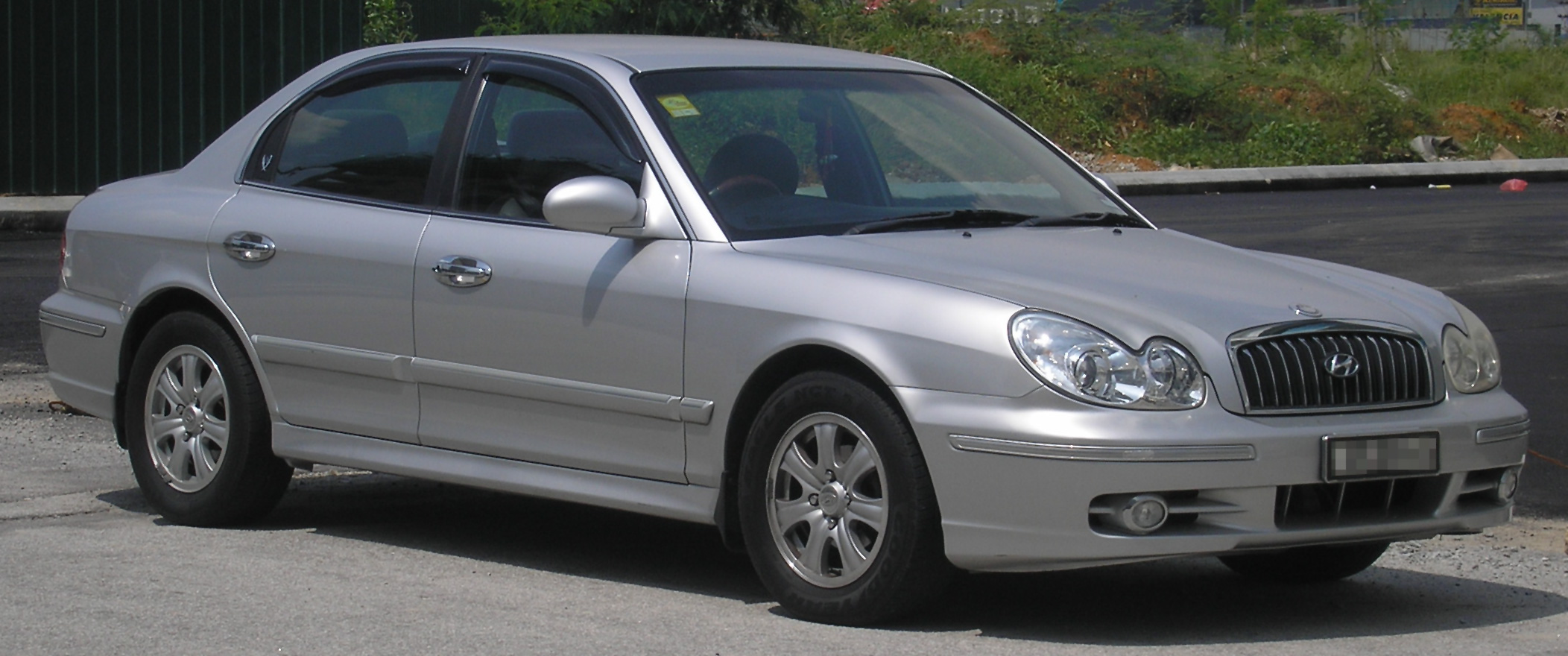
Hyundai Sonata

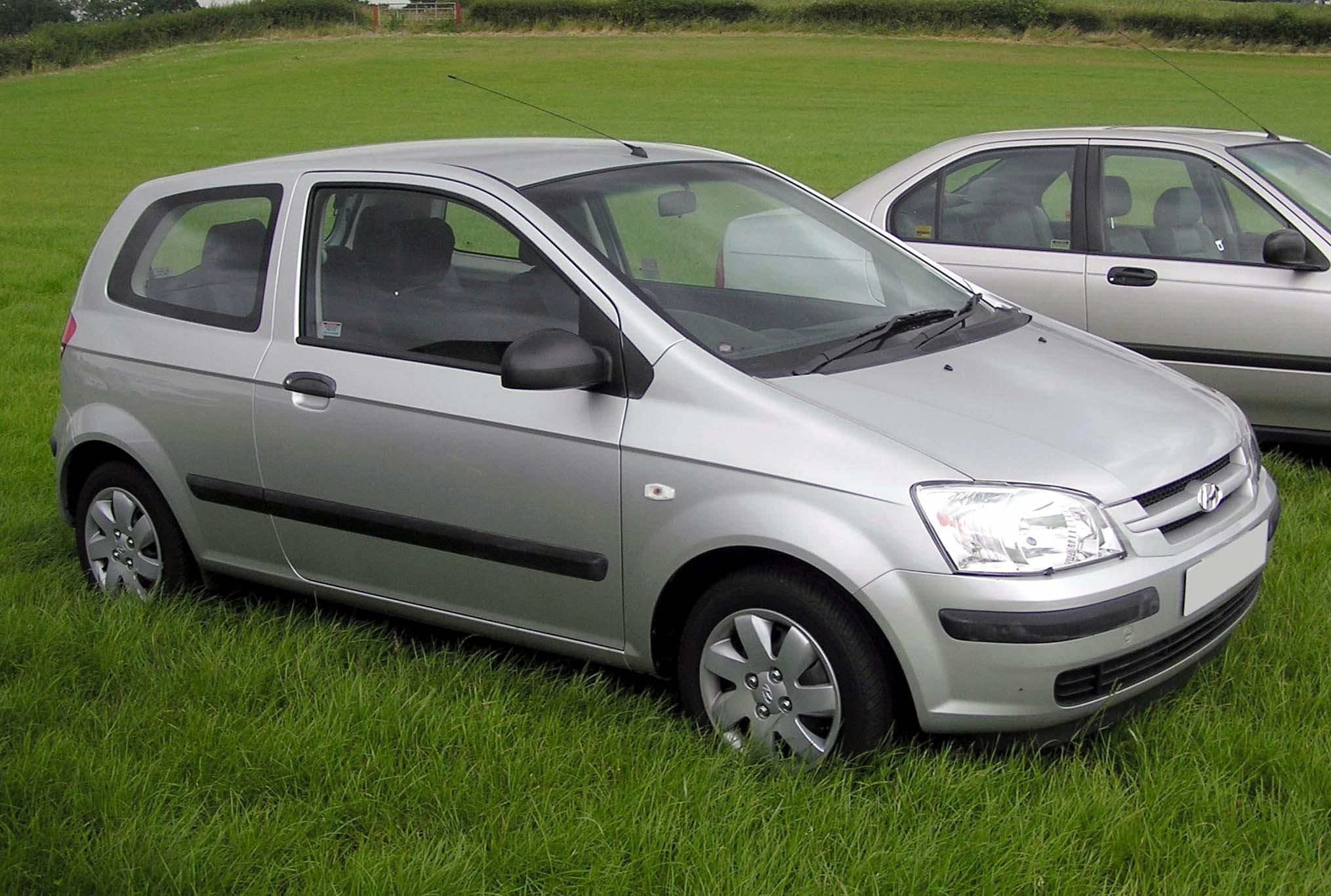
Hyundai Getz

A Hyundai Motor Company (hangul: 현대자동차 주식회사, Hjonde csadongcsha csusikhösza, handzsa: 現代自動車 株式會社, RR: Hyundai jadongcha jusikhoesa) a Hyundai Motor Group egy 1967-ben alapított divíziója, Dél-Korea legnagyobb autógyártója. Székhelye az ország fővárosában, Szöulban van. 2005-ben a Hyundai Kia Automotive Group a világ 6. legnagyobb autógyártója volt. Ulszanban a cég működteti a világ legnagyobb integrált autógyártó kapacitását (1,6 millió db/év). Logója a megdöntött, stilizált H-betű két embert (a cég és a vásárló) szimbolizál, akik kezet fognak.

## Története
A Hyundai Motor Company-t 1967-ben alapította meg Csong Dzsujong (정주영) koreai üzletember. A dél-koreai cég első autói a Fordtól megvásárolt licenc alapján készültek el.  Az első önálló modell a Pony volt 1976-ban, melyet a Torinói Autószalonon mutattak be először. A 90-es években már a Hyundai volt Dél-Korea első számú autómárkája, amihez nagyban hozzájárult egy másik koreai autógyártó, a Kia felvásárlása, illetve az ulszani gyártelep megnyitása.
A Pony volt a vállalat első exportmodellje, a modellt először Ecuadorba exportálták, azóta a cég 193 országban kezdte meg termékeinek a forgalmazását. Az Amerikai Egyesült Államokban, 1985-ben indult el a Hyundai importőrcégének a működése, az első három évben a legkelendőbb ázsiai márka volt ezen a piacon.  Európában, 1995-ben kezdték el a forgalmazást, a kontinensen a cég központja Németországban, Offenbachban található. A Hyundai csoport a legtöbb profitot termelő autógyártó a világon, 2010-es adatok szerint, eladott autók számát tekintve pedig a negyedik legnagyobb.
2020-ban a cég a svájci H2 Energyvel közös vegyes vállalattal a világon elsőként megkezdte az Xcient márka égisze alatt 34 tonnás, hidrogéncellás kamionok tömeggyártását. A járművek 400 kilométert tudnak megtenni tele tankkal, töltésük 8–20 percet vesz igénybe.

## Modellek
- Személyautók
  - i10 
  - i20
  - i20 Active
  - i20 Coupe
  - ix20
  - i30
  - i30 Kombi
  - i30 Fastback
  - i30 N
  - Ioniq 5
  - Ioniq Hybrid
  - Ioniq Elektro
  - Ioniq Plug-in-Hybrid
  - i40 Kombi
  - Elantra (USA)
  - Sonata (USA)
  - Accent
  - Azera (USA)
  - Genesis G70
  - Genesis G80
  - Genesis G90
  - Genesis GV70
  - Genesis GV80

- Kupék
  - Veloster
- Egyterüek
  - ix20
  - H1-Tour

- Szabadidő-autók
  - ix35
  - Tucson
  - ix35 Fuel Cell
  - Santa Fe
  - Grand Santa Fe
  - ix55
  - Kona

- Haszongépjárművek
  - H-1
  - H350
  - Xcient